# Калоша
Калоша (слч. Kaloša) насељено је мјесто са административним статусом сеоске општине (слч. obec) у округу Римавска Собота, у Банскобистричком крају, Словачка Република.

## Становништво
| Година:    | 1994. | 2004.    | 2014.    | 2024.   |
| ---------- | ----- | -------- | -------- | ------- |
| Број људи: | 610   | 683      | 776      | 815     |
| Разлика:   |       | +11,96 % | +13,61 % | +5,02 % |

| Година:    | 2023. | 2024.   |
| ---------- | ----- | ------- |
| Број људи: | 812   | 815     |
| Разлика:   |       | +0,36 % |

Према подацима о броју становника из 2011. године насеље је имало 764 становника.